# Hjarup Kirke
Hjarup Kirke er en kirke i landsbyen Hjarup, ca. 8 km sydvest for Kolding. Kirken er indviet til Sct. Laurentius, og består af et romansk kor og skib. 

## Kirkebygning
Kirken er bygget af granitkvadre og kampesten samt et sort tag. Våbenhuset er fra 1860, og en udvidelse af skibet mod vest i 1868 af kgl. bygningsinspektør L.A. Winstrup. Nordvest for kirken står en klokkestabel fra 1978, som huser kirkens klokke. 
På grund af de store ændringer i 1868 er der kun ganske få oprindelige detaljer, der er bevaret til i dag. 

## Inventar
Kirkens ældste del er den romanske døbefont af granit, som er fra ca. 1500-tallet. 
Prædikestolen er fra 1761 med prædikestolshimmel fra omkring 1600-tallet. 
Altertavleen og alterbordet er fra 1868. Alterprydelsen på alteret er opbygget af en korbuekrucifiksgruppe fra ca. 1475-1500. Foruden alterprydelsen med den korsfæstede Kristus, er der også Jomfru Maria og Johannes Døberen.
På den anden side af Hjarup Byvej, umiddelbart nord for kirken findes den fredede Hjarup Præstegård.
- Klokkestabel